# Robin Tait
Robin Douglas Tait (ur. 14 kwietnia 1940 w Dunedin, zm. 20 marca 1984 w Auckland) – nowozelandzki lekkoatleta, specjalista rzutu dyskiem i pchnięcia kulą, dwukrotny olimpijczyk, mistrz igrzysk Imperium Brytyjskiego i Wspólnoty Brytyjskiej.

## Kariera sportowa
Zajął 4. miejsce w rzucie dyskiem i 12. miejsce w pchnięciu kulą na igrzyskach Imperium Brytyjskiego i Wspólnoty Brytyjskiej w 1962 w Perth. Na kolejnych igrzyskach Imperium Brytyjskiego i Wspólnoty Brytyjskiej w 1966 w Kingston zdobył brązowy medal w rzucie dyskiem (przegrywając jedynie ze swym kolegą z reprezentacji Nowej Zelandii Lesem Millsem i George’em Puce’em z Kanady) oraz zajął 6. miejsce w pchnięciu kulą. Zajął 12. miejsce w rzucie dyskiem na igrzyskach olimpijskich w 1968 w Meksyku oraz 6. miejsce w tej konkurencji na igrzyskach Brytyjskiej Wspólnoty Narodów w 1970 w Edynburgu. Na igrzyskach olimpijskich w 1972 w Monachium odpadł w kwalifikacjach rzutu dyskiem.
Zwyciężył w rzucie dyskiem (wyprzedzając Anglików Billa Tancreda i Johna Hilliera) oraz zajął 5. miejsce w pchnięciu kulą na igrzyskach Brytyjskiej Wspólnoty Narodów w 1974 w Christchurch. Na kolejnych igrzyskach Wspólnoty Narodów w 1978 w Edmontonzajął 4. miejsce w rzucie dyskiem. Zdobył srebrny medal w tej konkurencji na Igrzyskach Konferencji Pacyfiku w 1981 w Christchurch i 8. miejsce na igrzyskach Wspólnoty Narodów w 1982 w Brisbane.
Trzykrotnie reprezentował Oceanię w zawodach pucharu świata, zajmując kolejno: 7. miejsce w 1977, 6. miejsce w 1979 i 8. miejsce w 1981.
Tait zdobył 19 tytułów mistrza Nowej Zelandii (15 w rzucie dyskiem i 4 w pchnięciu kulą):
- rzut dyskiem: – 1962/1963, 1964/1965, od 1967/1968 do 1969/1970, 1972/1973, 1973/1974 i od 1975/1976 do 1983/1984 (w 1976/1977 w konkursie zwyciężył Amerykanin Mac Wilkins)
- pchnięcie kulą – 1962/1963, 1970/1971, 1972/1973 i 1973/1974

Siedmiokrotnie poprawiał rekord Nowej Zelandii w rzucie dyskiem do wyniku 63,08 m, osiągniętego 31 stycznia 1974 w Christchurch. Wynik ten poprawił dopiero Ian Winchester w 1997. Zajmuje z tym rezultatem (luty 2021) 4. miejsce na liście najlepszych dyskoboli nowozelandzkich w historii oraz 6. miejsce na liście kulomiotów z wynikiem 18,83 m, uzyskanym 17 listopada 1973 w Auckland.